# Virtua Tennis 2009
Virtua Tennis 2009 är ett spel skapat 2009 av Sega. Man ska spela tennis där du kan använda tennisspelare som till exempel Novak Djokovic, Roger Federer, Rafael Nadal.
Du kan också skapa en egen spelare och börja klättra på rankinglistan.